# Heathrow (Londen)
Heathrow was een wijk in het Londense bestuurlijke gebied Hillingdon, in de regio Groot-Londen.
Het lintdorp werd in 1944 volledig afgebroken voor de constructie van Heathrow Luchthaven.